# Kletsk rajon
Kletsk rajon är ett distrikt (rajon) i Belarus. Huvudort är Kletsk. Det ligger i voblasten Minsks voblast, i den centrala delen av landet, 120 km sydväst om huvudstaden Minsk.